# L’Aura

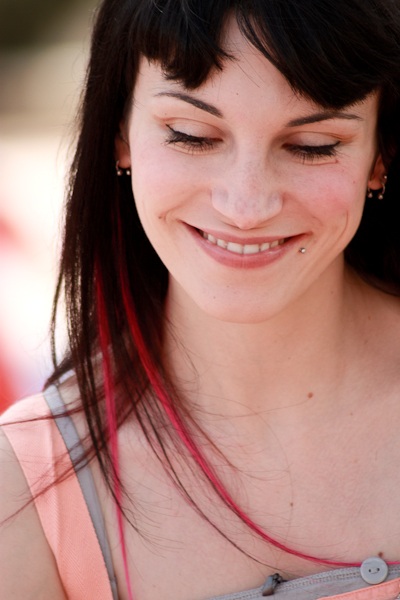
L’Aura (2008)

L’Aura (* 13. August 1984 in Brescia als Laura Abela) ist eine italienische Popmusikerin. 

## Werdegang
L’Aura lebte zwei Jahre in San Francisco und veröffentlichte 2005 in Italien ihr erstes Album Okumuki, das Lieder sowohl in englischer als auch in italienischer Sprache enthielt. 2006 nahm sie am 56. Sanremo-Festival mit dem Song Irraggiungibile in der Newcomer-Kategorie teil, im Anschluss erschien eine Neuauflage ihres Debütalbums. Im Juni 2007 veröffentlichte sie ihr zweites Album, Demian, dessen Titel auf Hermann Nesses Demian anspielt. 2008 nahm sie mit dem Song Basta! erneut am Sanremo-Festival teil, diesmal in der Hauptkategorie, und im Februar veröffentlichte sie die Kompilation L’Aura. Mit der EP Sei come me meldete sich die Musikerin 2010 zurück; darauf waren die Single Eclissi del cuore enthalten, ein Cover von Bonnie Tylers Total Eclipse of the Heart, das auch zusammen mit Nek aufgenommen wurde (enthalten auf der Deluxe-Edition der EP von 2011).
Nach einem längeren Rückzug aus der Öffentlichkeit, während dessen sie Simone Bertolotti heiratete und 2013 Mutter wurde, erschien 2017 schließlich das neue Album Il contrario dell’amore.

## Diskografie

### Alben
| Jahr | Titel                      | Höchstplatzierung, Gesamtwochen, AuszeichnungChartsChartplatzierungen (Jahr, Titel, Platzierungen, Wochen, Auszeichnungen, Anmerkungen) | Anmerkungen              |
| Jahr | Titel                      | IT | Anmerkungen              |
| ---- | -------------------------- | --- | ------------------------ |
| 2005 | Okumuki                    | IT87 (3 Wo.)IT | Sony                     |
| 2006 | Okumuki (edizione Sanremo) | IT23 (13 Wo.)IT | Sony                     |
| 2007 | Demian                     | IT31 (3 Wo.)IT | Sony                     |
| 2008 | L’Aura                     | IT38 (5 Wo.)IT | Sony Kompilation         |
| 2010 | Sei come me                | IT50 (7 Wo.)IT | Sony EP als L’Aura Abela |
| 2017 | Il contrario dell’amore    | IT35 (1 Wo.)IT | Time Records             |

### Singles
| Jahr | Titel Album                             | Höchstplatzierung, Gesamtwochen, AuszeichnungChartsChartplatzierungen (Jahr, Titel, Album, Platzierungen, Wochen, Auszeichnungen, Anmerkungen) | Anmerkungen                                 |
| Jahr | Titel Album                             | IT | Anmerkungen                                 |
| ---- | --------------------------------------- | --- | ------------------------------------------- |
| 2005 | Radio Star Okumuki                      | IT34 (5 Wo.)IT |                                             |
| 2005 | Today Okumuki                           | IT21 (13 Wo.)IT |                                             |
| 2006 | Una favola Okumuki                      | IT33 (6 Wo.)IT |                                             |
| 2006 | Irraggiungibile Okumuki                 | IT17 (12 Wo.)IT |                                             |
| 2007 | Non è una favola Demian                 | IT21 (4 Wo.)IT |                                             |
| 2008 | Basta! L’Aura                           | IT17 (7 Wo.)IT |                                             |
| 2008 | Vuoi vedere che ti amo Cammina nel sole | IT30 (79 Wo.)IT | Gianluca Grignani feat. L’Aura              |
| 2011 | Gira l’estate Sei come me               | IT60 (7 Wo.)IT |                                             |
| 2011 | Eclissi del cuore Sei come me           | IT10 (5 Wo.)IT | Coverversion von Total Eclipse of the Heart |
| 2011 | Eclissi del cuore Sei come me (Deluxe)  | IT5 Platin · (23 Wo.)IT | feat. Nek Verkäufe: + 30.000                |

Weitere Singles
- Domani (2006)
- È per te (feat. Max Zanotti; 2007)
- Cos’è (2008)
- Nell’aria (2008)
- Come spieghi (2010)
- I’m an Alcoholic (2017)
- La meccanica del cuore (2017)

## Belege
1. ↑  Matthias Heekeren: L’Aura ha partorito: è nato Leonardo. In: Radiomusik.it. Gamefox News, 25. April 2013, abgerufen am 20. November 2017 (italienisch).
2. ↑  Alben von Dolcenera. In: Italiancharts.com. Hung Medien, abgerufen am 20. November 2017.
3. ↑  Guido Racca & Chartitalia: Top 100 FIMI Singoli. Lulu, 2013, S. 110.
4. ↑  Guido Racca & Chartitalia: Top 100 FIMI Singoli. Lulu, 2013, S. 99.
5. ↑  Certificazioni, L’Aura. FIMI, abgerufen am 20. November 2017 (italienisch).

| Personendaten    | Personendaten              |
| ---------------- | -------------------------- |
| NAME             | L’Aura                     |
| ALTERNATIVNAMEN  | Abela, Laura (Geburtsname) |
| KURZBESCHREIBUNG | italienische Popmusikerin  |
| GEBURTSDATUM     | 13. August 1984            |
| GEBURTSORT       | Brescia, Italien           |